# 第82回全国高等学校ラグビーフットボール大会
第82回全国高等学校ラグビーフットボール大会は、2002年（平成14年）12月27日から2003年（平成15年）1月7日まで近鉄花園ラグビー場にて行われた全国高等学校ラグビーフットボール大会である。優勝は大阪府の啓光学園高校（4回目）。

## 概要
2001年度（第81回）大会までの主広告主であった住友グループが提供を辞したため、2002年度（第82回）大会から地上波テレビの中継が準決勝以降となった。

### 日程
- 12月27日、12月28日 1回戦
- 12月30日 2回戦
- 1月1日 3回戦
- 1月3日 準々決勝
- 1月5日 準決勝
- 1月7日 決勝

## 出場校
※マークはシード校
北海道
- 北北海道代表 - 中標津（4年ぶり5回目）
- 南北海道代表 - 札幌山の手（3年連続3回目）

東北
- 青森県代表 - 青森北（5年ぶり7回目）※
- 岩手県代表 - 盛岡工（4年連続29回目）
- 宮城県代表 - 仙台育英（7年連続9回目）※
- 秋田県代表 - 秋田工（5年連続59回目）
- 山形県代表 - 山形中央（5年連続11回目）
- 福島県代表 - 平工（3年連続7回目）

関東
- 茨城県代表 - 清真学園（3年連続6回目）
- 栃木県代表 - 国学院栃木（3年連続8回目）
- 群馬県代表 - 東農大二（18年連続19回目）
- 埼玉県代表 - 埼玉工大深谷（6年連続8回目）※
- 千葉県代表 - 流経大柏（8年連続10回目）※
- 東京都第一代表 - 国学院久我山（12年連続28回目）※
- 東京都第二代表 - 東京（2年ぶり3回目）
- 神奈川県代表 - 法政二（3年ぶり2回目）※
- 山梨県代表 - 日川（25年連続34回目）

北信越
- 新潟県代表 - 新潟工（4年連続28回目）
- 長野県代表 - 岡谷工（4年連続18回目）
- 富山県代表 - 富山工（2年連続9回目）
- 石川県代表 - 羽咋工（3年連続22回目）
- 福井県代表 - 若狭（3年連続4回目）

東海
- 静岡県代表 - 東海大翔洋（2年連続2回目）
- 愛知県代表 - 千種（3年ぶり2回目）
- 岐阜県代表 - 関商工（11年連続26回目）
- 三重県代表 - 四日市農芸（5年連続10回目）

近畿
- 滋賀県代表 - 膳所（5年ぶり3回目）
- 京都府代表 - 伏見工（2年ぶり14回目）※
- 大阪府第一代表 - 啓光学園（12年連続15回目）※
- 大阪府第二代表 - 近大付（28年ぶり5回目）
- 大阪府第三代表 - 大阪工大高（2年連続26回目）※
- 兵庫県代表 - 報徳学園（15年連続33回目）
- 奈良県代表 - 天理（5年連続56回目）※
- 和歌山県代表 - 熊野（3年連続6回目）

中国
- 鳥取県代表 - 米子東（2年ぶり8回目）
- 島根県代表 - 江の川（12年連続12回目）
- 岡山県代表 - 岡山工（4年ぶり4回目）
- 広島県代表 - 安芸南（2年連続6回目）
- 山口県代表 - 萩工（2年ぶり8回目）

四国
- 徳島県代表 - 城東（6年ぶり8回目）
- 香川県代表 - 坂出工（6年連続16回目）
- 愛媛県代表 - 新田（6年連続40回目）
- 高知県代表 - 土佐塾（6年連続7回目）

九州・沖縄
- 福岡県代表 - 東福岡（3年連続13回目）※
- 佐賀県代表 - 佐賀工（21年連続31回目）※
- 長崎県代表 - 諫早農（10年ぶり15回目）
- 熊本県代表 - 荒尾（初出場）
- 大分県代表 - 大分舞鶴（17年連続41回目）※
- 宮崎県代表 - 高鍋（2年ぶり12回目）
- 鹿児島県代表 - 鹿児島実（3年連続9回目）
- 沖縄県代表 - 名護（3年連続6回目）

## 試合時間
※全試合30分ハーフで行う。同点で終了した場合は1.トライ数2.ゴール数3.抽選の順にて次回出場校を決める。

## 試合

### 1回戦
- 高鍋 24－12 盛岡工
- 四日市農芸 29－18 膳所
- 関商工 35－7 岡山工
- 清真学園 24－15 名護
- 國學院栃木 29－20 鹿児島実
- 平工 27－0 城東
- 若狭 31－26 富山工
- 報徳学園 22－0 東京
- 羽咋工 26－24 熊野
- 中標津 66－0 土佐塾

- 秋田工 113－0 米子東
- 江の川 19－19 千種（抽選で江の川が勝ち抜け）
- 新潟工 15－14 安芸南
- 岡谷工 31－15 諫早農
- 日川 33－0 近大附
- 札幌山の手 34－15 坂出工
- 荒尾 19－18 東農大二
- 東海大翔洋 29－17 新田
- 萩工 24－19 山形中央

### 2回戦
- 啓光学園 57－7 高鍋
- 四日市農芸 19－15 仙台育英
- 天理 15－3 関商工
- 清真学園 41－10 法政二
- 青森北 50－8 國學院栃木
- 大分舞鶴 30－5 平工
- 大阪工大高 116－7 若狭
- 報徳学園 18－12 羽咋工

- 秋田工 29－0 中標津
- 佐賀工 36－21 江の川
- 流経大柏 15－10 新潟工
- 東福岡 82－7 岡谷工
- 日川 30－5 埼工大深谷
- 伏見工 77－0 札幌山の手
- 東海大翔洋 20－17 荒尾
- 国学院久我山 38－0 萩工

### 3回戦
- 啓光学園 40－15 四日市農芸
- 天理 27－17 清真学園
- 青森北 24－12 大分舞鶴
- 大阪工大高 60－0 報徳学園

- 佐賀工 53－31 秋田工
- 東福岡 41－3 流経大柏
- 伏見工 39－12 日川
- 国学院久我山 69－0 東海大翔洋

### 準々決勝
- 啓光学園 32－12 天理
- 大阪工大高 31－12 青森北

- 東福岡 58－12 佐賀工
- 伏見工 15－10 国学院久我山

### 準決勝
- 啓光学園 30－24 大阪工大高

- 東福岡 17－10 伏見工

### 決勝
啓光学園（2年連続4回目） 26 – 20 東福岡

## 関連試合

### 第26回高校東西対抗試合
- 大会で特に活躍した選手を選抜した上で東西に分かれて行ういわば高校ラグビー版オールスターゲームである。

東軍監督松本純也、西軍監督山口正昭、2003年1月11日 国立競技場 試合結果東軍 48-20 西軍

## 記録
- 大阪工大高が史上初の2度目の100点試合での勝利を記録。
- 米子東が史上初の2度目の100点試合での敗戦を記録。